# Parnes
Parnes è un comune francese di 377 abitanti situato nel dipartimento dell'Oise della regione dell'Alta Francia.
Ne fu priore Falconet.

## Società

### Evoluzione demografica
Abitanti censiti